# Стиль виживання 5+
«Стиль виживання 5+» (англ. Survive Style 5+) — японський фільм 2004 року, режисера Секіґуті Ґен

## Сюжет
Фільм складається з 5 паралельних сюжетних ліній, тісно пов'язаних між собою. Дикий волосатий чоловік (Асано Таданобу) вбиває свою дружину (Рейка Хасімото), та ховає її у лісі, проте коли він повертається додому то застає свою дружину живою та розлюченою. Родина, спокійне життя котрої порушується, коли їх батько (Іттоку Кісібе) піддається гіпнозу на телевізійному шоу і починає вважати себе куркою, що вміє літати. Банда з трьох грабіжників. Менеджер з реклами (Кіоко Коїздумі) , що намагається створювати рекламні ролики. Та історія найманого вбивці (Вінні Джонс) і його перекладача (YosiYosi Arakawa). 